# Лејк Шор (Вашингтон)
Лејк Шор (енгл. Lake Shore) насељено је место без административног статуса у америчкој савезној држави Вашингтон.

## Демографија
По попису из 2010. године број становника је 6.571, што је 99 (-1,5%) становника мање него 2000. године.
| Група             | 2000.         | 2010.         |
| Белци             | 6.019 (90,2%) | 5.785 (88,0%) |
| Афроамериканци    | 80 (1,2%)     | 55 (0,8%)     |
| Азијати           | 164 (2,5%)    | 187 (2,8%)    |
| Хиспаноамериканци | 194 (2,9%)    | 296 (4,5%)    |
| Укупно            | 6.670         | 6.571         |